# Hvarska biskupija
Hvarska biskupija (lat. Dioecesis Pharensis), poznata i kao Hvarsko-bračko-viška biskupija (lat. Dioecesis Pharensis, Brazensis et Lissensis), rimokatolička biskupija u sastavu splitske metropolije, osnovana u 12. stoljeću.

## Ime biskupije
U prošlosti se biskupija najčešće bilježila kao Hvarska ili Otočka. Kroz 19. st. koristi se naziv Hvarsko-bračka biskupija. Od vremena biskupa Fulgencija Careva službeno ime biskupije je Hvarsko-bračko-viška biskupija,[nedostaje izvor] ali se češće koristi njezin skraćeni naziv Hvarska biskupija. Službeni dokumenti Svete Stolice u XX. stoljeću koriste ime Hvarska biskupija - apostolsko pismo Slavorum gentem (1901.), apostolska konstitucija Qui vicariam (1969.), pismo kojim se kardinal Kuharić imenuje posebnim izaslanikom za 850. godišnjicu biskupije (1997.), kao i u službenim priopćenjima povodom imenovanja novih biskupâ.

## Teritorij Hvarske biskupije
Hvarska biskupija obuhvaća srednjodalmatinske otoke Hvar, Brač i Vis te niz manjih otočića uključujući Paklene otoke, Šćedro, Biševo i Palagružu. Podređena je Splitsko-makarskoj metropoliji.

## Povijest biskupije
Hvarska biskupija Episcopia pharensis osnovana je 1147., iako neki povjesničari drže da je to bila 1145., 1150. ili 1154. godina. Prvi biskup bio je Zadranin Martin I. Manzavini. Do 14. st. Hvarska je biskupija obuhvaćala, osim današnja tri otoka, još i Korčulu, Mljet te Makarsko primorje.
Prvo sjedište Hvarske biskupije bio je ondašnji Civitas Vetus Stari Grad, a 1278. g. premješteno je u grad Hvar. Neki povjesničari o prvom sjedištu biskupije još uvijek vode polemiku tvrdeći da je sjedište od početka bilo u gradu Hvaru koji se kao naselje Civitas Nova prvi put spominje tek u 13. stoljeću.
Hvarska biskupija imala je dosad 55 biskupa, od kojih su dva bila kardinali, a više njih naslovni nadbiskupi. U posljednje vrijeme posebno se istaknuo biskup Mihovil Pušić, jedan od predvodnika liturgijskog pokreta u Hrvatskoj. Današnji biskup je Ranko Vidović.

## Popis hvarskih biskupa
1. Martin I. Manzavini (1145. – 1175.)
2. Lukar Čiklin (1175. – 1177.)
3. Martin I. Manzavini (po drugi put) (1177. – 1184.)
4. Nikola I. Manzavini (1184. – 1198.)
5. Miha (Mihovil I.) Picijev (1198. – 1228.)
6. Nikola II. (1230. – 1260.)
7. Dobronja (1260. – 1280.)
8. Šimun (1281. – 1289.)
9. Dujam I. (1289. – 1304.)
10. fra Gabrijel (1308. – 1312.)
11. Grgur De Madiis (1313. – 1323.)
12. Vito Botono (1322.)[4][5]
13. Stjepan I. (1323. – 1326.)
14. Luka I. (1328. – 1337.)
15. Ivan I. (1341. – 1348.)
16. Stjepan II. Ciga (1348. – 1384.)
17. Vito Botono ml. (1349.)[4][5]
18. Benevent (1385. – 1412.)
19. fra Juraj I. (1412. – 1420.)
20. Dujam II. Hranković (1421. – 1422.)
21. fra Juraj I. (po drugi put) (1423. – 1428.)
22. fra Toma Tomasini (1429. – 1463.)
23. Nikola III. de Crucibus (1463. – 1473.)
24. Lovro Michaeli (1473. – 1486.)
25. Jerolim I. Diedo (1486. – 1492.)
26. Bernardin de Fabiis (1492. – 1510.)
27. Frane Pritić (1510. – 1523.)
28. Ivan II. Krstitelj kard. Pallavicini (1523. – 1524.)
29. Zaharija I. Trevisani (1524. – 1537.)
30. Jerolim II. Argentini (1537. – 1549.)
31. Marko Malipiero (1549. – 1553.)
32. Zaharija II. kard. Delfino (1553. – 1574.)
33. Martin II. De Martinis (1574. – 1581.)
34. Petar I. Cedulin (1581. – 1634.)
35. Nikola IV. Zorzi (1635. – 1644.)
36. Vinko Milani (1644. – 1666.)
37. Ivan III. de Andreis (1667. – 1676.)
38. Jerolim III. Priuli (1676. – 1692.)
39. fra Ivan IV. Toma Rovetta (1693. – 1704.)
40. fra Rajmund Asperti (1704. – 1722.)
41. Dominik Nikola Condulmer (1723. – 1759.)
42. Cezar Bonajuti (1736. – 1759.)
43. Antun Bečić (1759. – 1761.)
44. fra Joakim Marija Pontalti (1761. – 1767.)
45. Petar II. Riboli (1767. – 1783.)
46. fra Ivan V. Dominik Stratiko (1784. – 1799.)
47. Anđeo Petar Galli (1801. – 1812.)
48. Ivan VI. Skakoc (1822. – 1837.)
49. Filip Dominik Bordini (1839. – 1865.)
50. Juraj II. Duboković (1866. – 1874.)
51. Andrija Illić (Ilić, Ilijić) (1876. – 1887.)
52. fra Fulgencije Carev (1888. – 1901.)
53. fra Jordan Zaninović (1903. – 1917.)
54. Luka II. Papafava (1919. – 1925.)
55. Mihovil Pušić (1926. – 1968.)
56. Celestin Duje Bezmalinović (1968. – 1989.)
57. Slobodan Štambuk (1989. – 2018.)
58. Petar Palić (2018. – 2021.)
59. Ranko Vidović (2021. – danas)

## Zaštitnici hvarske biskupije
Zaštitnik biskupije je sv. Stjepan I., papa i mučenik. Njegove je relikvije (glavu) 1899. g. hvarskom biskupu Fulgenciju Carevu poklonio mletački patrijarh Giuseppe Sarto, kasniji papa sv. Pio X.

Sv. Stjepan je ujedno i zaštitnik grada Hvara te otoka Hvara i Visa. 

Suzaštitnik biskupije (ujedno i grada, otoka te otoka Visa) je sv. Prošper, mučenik, čije je relikvije u 17. st. iz Rima donio biskup Ivan de Andreis. 

Zaštitnik otoka Brača je sv. Juraj.

## Poznati svećenici
- Naslovni vinkovački nadbiskup Nikola Eterović, apostolski nuncij u Njemačkoj
- Tonči Matulić, pročelnik Katedre moralne teologije na Katoličkom bogoslovnom fakultetu u Zagrebu
- Jure Martinić povjesničar i župnik u Postirama
- Slobodan Štambuk umirovljeni biskup
- Ranko Vidović djecezanski biskup

## Vanjske poveznice
- Službene stranice Hvarske biskupije  Arhivirana inačica izvorne stranice od 3. prosinca 2019. (Wayback Machine)